# Лиг Сити (Тексас)
Лиг Сити (енгл. League City) град је у америчкој савезној држави Тексас. По попису становништва из 2010. у њему је живело 83.560 становника.

## Демографија
Према попису становништва из 2010. у граду је живело 83.560 становника, што је 38.116 (83,9%) становника више него 2000. године.
| Група             | 2000.          | 2010.          |
| Белци             | 34.807 (76,6%) | 56.977 (68,2%) |
| Афроамериканци    | 2.311 (5,1%)   | 5.946 (7,1%)   |
| Азијати           | 1.439 (3,2%)   | 4.506 (5,4%)   |
| Хиспаноамериканци | 6.130 (13,5%)  | 14.446 (17,3%) |
| Укупно            | 45.444         | 83.560         |